# Leucanimorpha disjuncta
Leucanimorpha disjuncta là một loài bướm đêm trong họ Erebidae.